# سانت توماس ذي ابستل رورل (كورنوال)
سانت توماس ذي ابستل رورل (بالإنجليزية: St Thomas the Apostle Rural)‏ هي قرية وأبرشية مدنية تقع في المملكة المتحدة في إنجلترا. يقدر عدد سكانها بـ 836 نسمة .